# Rolândia Esporte Clube
O Samas Sport Club é um clube esportivo brasileiro sediado em São Mateus do Sul, no estado do Paraná. Foi fundado em 1973, originalmente na cidade de Rolândia.

## História
O clube foi fundado em 6 de novembro de 1973, e teve uma longa história pelo futebol amador de Rolândia e região. Embora isso, filiou-se à Federação Paranaense de Futebol apenas em 2017, disputando inicialmente as categorias de base. De acordo com José Faleiros, diretor da equipe na época, o objetivo era tirar crianças e adolescentes das ruas e desenvolver atividades esportivas, dando uma chance de serem profissionais e usar as dependências do estádio local para aulas complementares. Passou a rivalizar com o Nacional, disputando o "Dérby Germânico".
No mesmo ano disputou a terceira divisão estadual. Ao liderar a primeira fase com 18 pontos, avançou às semifinais onde eliminou o Verê por 5–3 no agregado e foi promovido à segunda divisão estadual. Na decisão, no entanto, perdeu para o São Joseense por 2–0 no agregado, terminando com o vice-campeonato. Na segunda divisão de 2018 e 2019, avançou de fase mas foi eliminado logo na fase seguinte, com destaque para 2019 onde quase avançou às semifinais. Na edição de 2020, o clube foi rebaixado em penúltimo, ficando atrás de seu rival, Nacional. De volta à terceira divisão estadual, foi eliminado na primeira fase nas edições entre 2021–23, e em 2024 foi eliminado nas quartas de final.
No inicio de 2025, O Rolândia Esporte Clube se transformou no Samas Sport Club, com a mudança de sede para São Mateus do Sul. O clube foi reestruturado com foco na formação de atletas e no desenvolvimento do futebol profissional, com o objetivo de alcançar a primeira divisão estadual em cinco anos, conforme informações divulgadas no Instagram.